# 4 from 8
4 from 8 is het tweede studioalbum van de Britse soulband The Real Thing. Het werd 1 juli 1977 uitgebracht op Pye en is tevens het eerste album dat tot stand kwam zonder compositorische of productionele inbreng van derden.

## Achtergrond
De Liverpoolse groep, ook wel "de zwarte Beatles" genoemd, brak in 1976 door met de aangeleverde hits You to Me Are Everything en Can't Get By Without You van hun eponieme debuutalbum. Chris Amoo, Eddie Amoo, Dave Smith en Ray Lake hadden meer te bieden; zo wilden zij met hun tweede album een sociaal-politiek eerbetoon brengen aan Liverpool. De nummers waren al in de jaren voor de doorbraak geschreven; zo was Plastic Man zelfs een van de eerste singles die de groep ooit uitbracht. Het album wordt afgesloten met de elf minuten lange Liverpool Medley bestaande uit de volgende nummers;
- Liverpool 8; formele benaming voor Toxteth, de multiculturele wijk waar de groepsleden zijn geboren en getogen.
- Children of the Ghetto; geschreven als hart onder de riem aan de medebewoners van 'L8'. De leadvocalen worden ditmaal niet verzorgd door Chris Amoo, maar door falsetzanger Ray Lake (1952-2000).
- Stanhope Street; de hoofdweg die Toxteth met de haven verbindt.

## Ontvangst
Het album is opgedragen aan de Ierse grootmoeder van de Amoo's en zou oorspronkelijk Liverpool 8 gaan heten; echter, na bezwaren van Pye werd de titel aangepast tot 4 from 8. Op de hoesfoto staan essentiële locaties afgebeeld. Ondanks een promotiecampagne met de slogan Get The Real Thing, Get 4 From 8, sloeg het album niet; het publiek was teleurgesteld omdat er te weinig liefdesliedjes op stonden zoals het de dragende single Love's Such a Wonderful Thing. Later, toen ook andere zwarte Britse artiesten zich durfden uit te spreken tegen zaken als institutioneel racisme kreeg 4 from 8 alsnog de verdiende waardering, vergelijkbaar met Marvin Gaye's What's Going On. Children of the Ghetto groeide zelfs uit tot een van de populairste nummers van de groep terwijl het in singlevorm nooit als a-kant is uitgebracht.

## Tracklijst
| Nr. | Titel                                     | Duur |
| --- | ----------------------------------------- | ---- |
| 1.  | Love's Such a Wonderful Thing             | 3:30 |
| 2.  | Lovin' You Is Like A Dream                | 3:11 |
| 3.  | Kathy                                     | 4:07 |
| 4.  | Down To The Way You Feel                  | 3:14 |
| 5.  | Plastic Man                               | 4:47 |
| 6.  | Lightning Strikes Again                   | 4:15 |
| 7.  | I Wish You Well                           | 3:33 |
| 8.  | Liverpool 8 (Liverpool Medley)            | 2:34 |
| 9.  | Children of the Ghetto (Liverpool Medley) | 4:38 |
| 10. | Stanhope Street (Liverpool Medley)        | 4:27 |

## Bezetting
- Chris Amoo - leadzang, tekst, muziek, productie, arrangementen (zang en basistracks)
- Eddie Amoo - zang, elektrische gitaar, akoestische gitaar, tekst, muziek, productie, arrangementen (zang en basistracks)
- Dave Smith - zang
- Ray Lake - zang

### Musici
- Nigel Wilkinson - drums, percussie
- Earl Lee Robinson - basgitaar
- Victor Linton - elektrische, akoestische gitaar, twaalfsnarige gitaar
- Peter Nelson - elektrische piano (Fender Rhodes), piano, synthesizer (Mini Moog)

### Overigen
- Management Ltd. - personeelsmanagement
- Manna Entertainments - personeelsmanagement
- Tony Hall - coördinatie en personeelsmanagement
- Jeffrey Toms-Smith, personeelsmanagement
- Lynton Naiff - arrangementen (strijkers)
- Hothouse - hoesontwerp
- Martyn Goddard - fotografie
- Dennis Weinreich - opnametechnicus